# شعاع خليفة
شعاع خليفة روائية قطرية.
ولدت خليفة في الدوحة. مع شقيقتها دلال خليفة كانت واحدة من أولى روائيتين تنشران عمل في قطر. كتبت أول رواية لها بعنوان «العبور إلى الحقيقة» في عام 1987 وأعقبتها «أحلام البحر القديمة» التي كتبت عام 1990 وتم نشرهما في عام 1993. نشرت الرواية الثالثة في انتظار الصافرة في العام التالي. تتناول هذه المسائل الثلاث مسائل الحياة العصرية وتحديث قطر التي تعبر عن الحنين للماضي. تصور خليفة تحول البلاد في عصر النفط. من الناحية المثالية توظف خليفة أوصاف المجتمع الماضي والظلال التي قيل أنها تضعف بنية رواياتها.